# 天章阁
天章阁，宋代皇家閣名，始建於宋真宗天禧四年（1020年），次年（1021年）建成，取为“章于天之义”，名曰天章，座落会庆殿以西，龙图阁以北。仁宗即位，用以收藏真宗御書。
宋仁宗天聖八年（1030年）置有待制，景祐四年（1037年）置有侍講。天章閣學士位次於龍圖閣學士，“用以加文學之士，備顧問與論議，以示尊寵”。
北宋名臣包拯曾任天章閣待制，大政治家司馬光曾任天章閣待制兼侍講。